# Nationaal park Chelmos-Vouraikos
Nationaal park Chelmos-Vouraikos (Grieks: Εθνικό Πάρκο Χελμού Βουραϊκού, Ethnikó párko Chelmoú Vouraïkoú) is een nationaal park in Griekenland in het noorden van de Peloponnesos. Het werd opgericht in 2009 en is 54.400 hectare groot. Het nationaal park is ook een Unesco-Geopark en omvat het Chelmos-gebergte, de Styx-waterval (de bron van de rivier de Krathis), de Vouraikos-kloof (met tandradspoor Kalavryta-Diakofto), de Kastria-meren en het Tsivlos-meer.

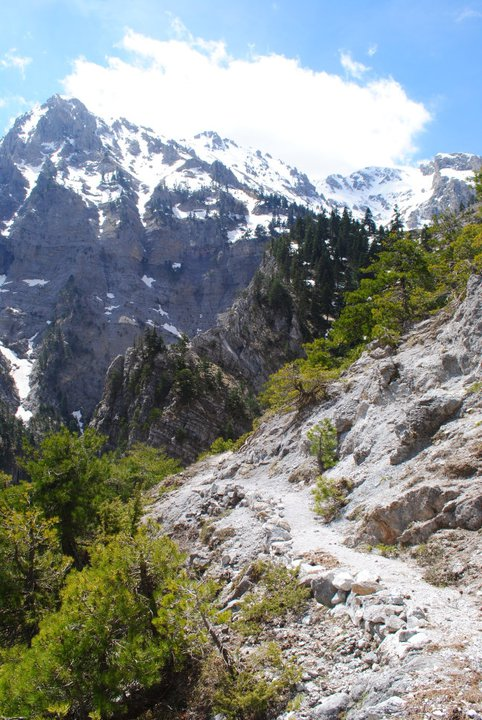
Chelmos, Nationaal park Chelmos-Vouraikos
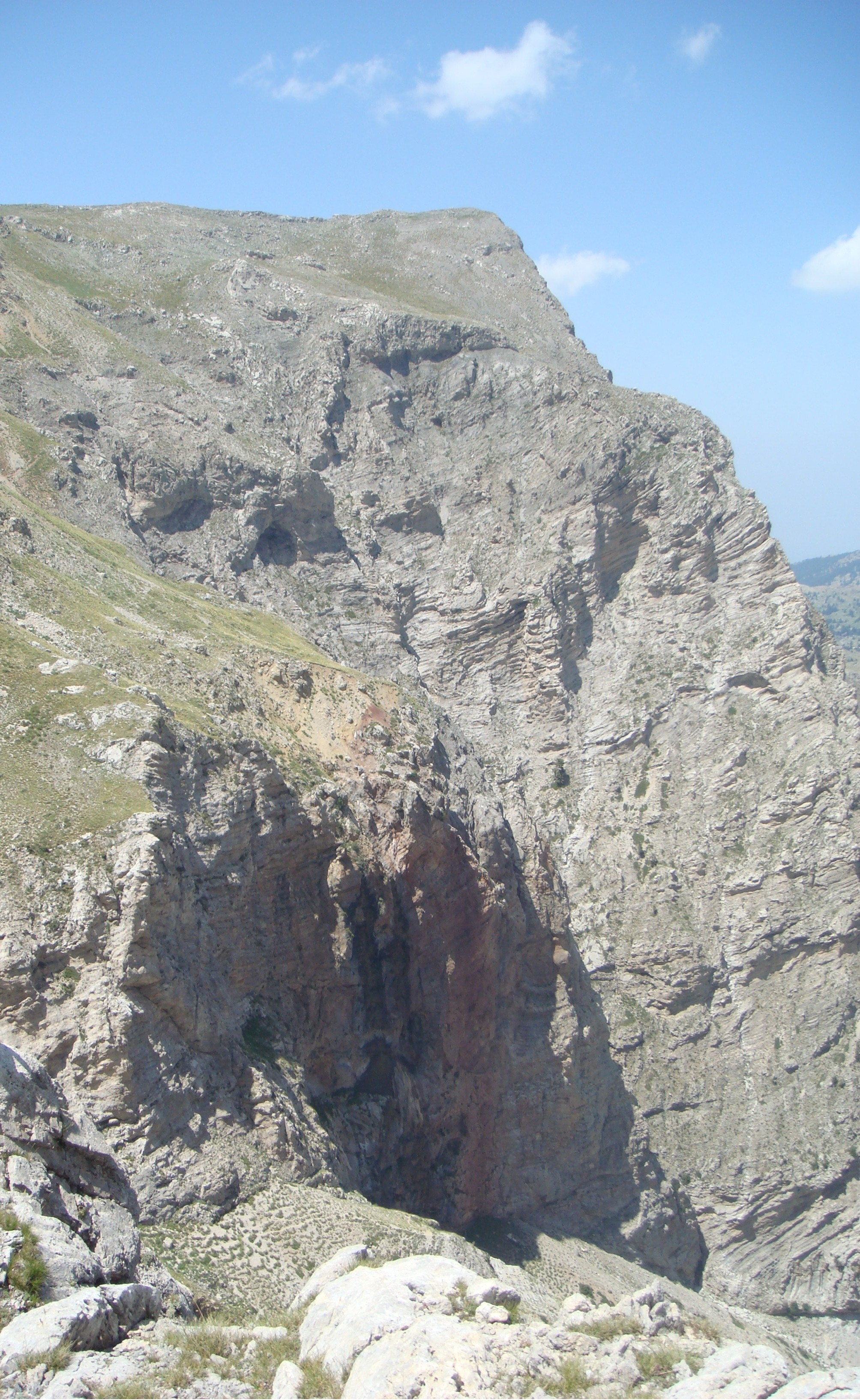
Chelmos, Nationaal park Chelmos-Vouraikos
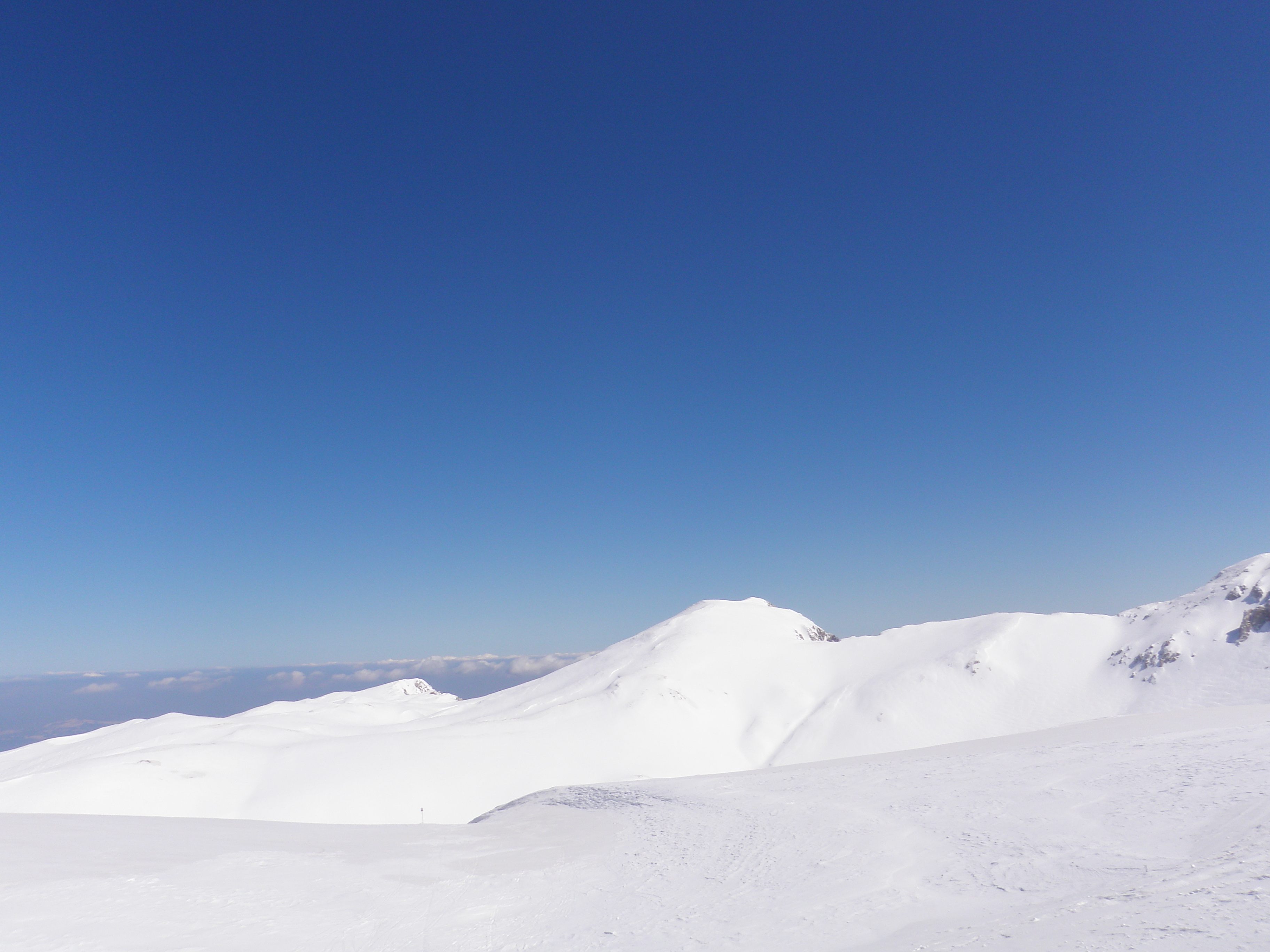
top van de Chelmos, Nationaal park Chelmos-Vouraikos
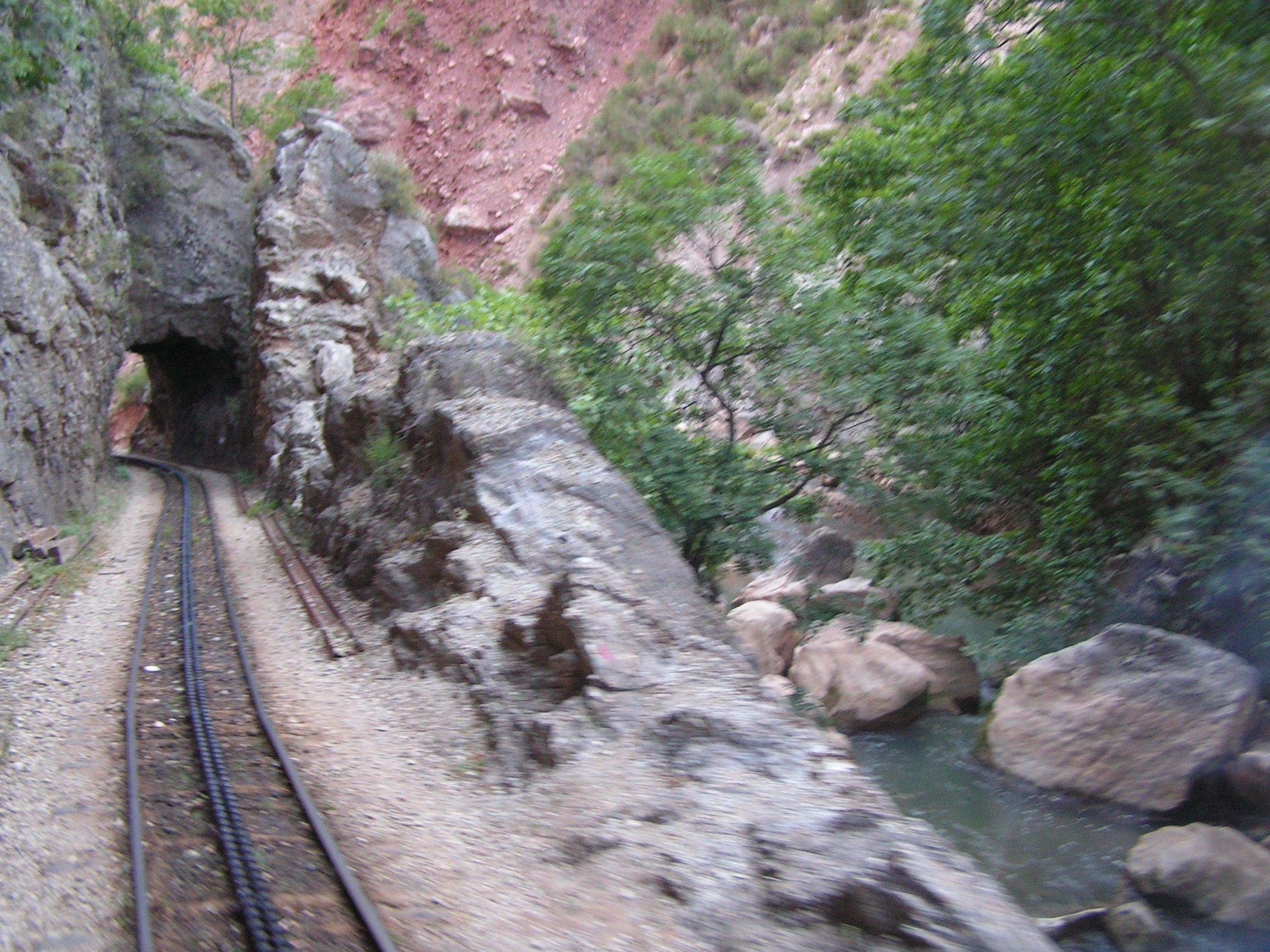
Diakofto-Kalávryta-tandradspoorlijn in de Vouraikos-kloof